# Campo del Sole

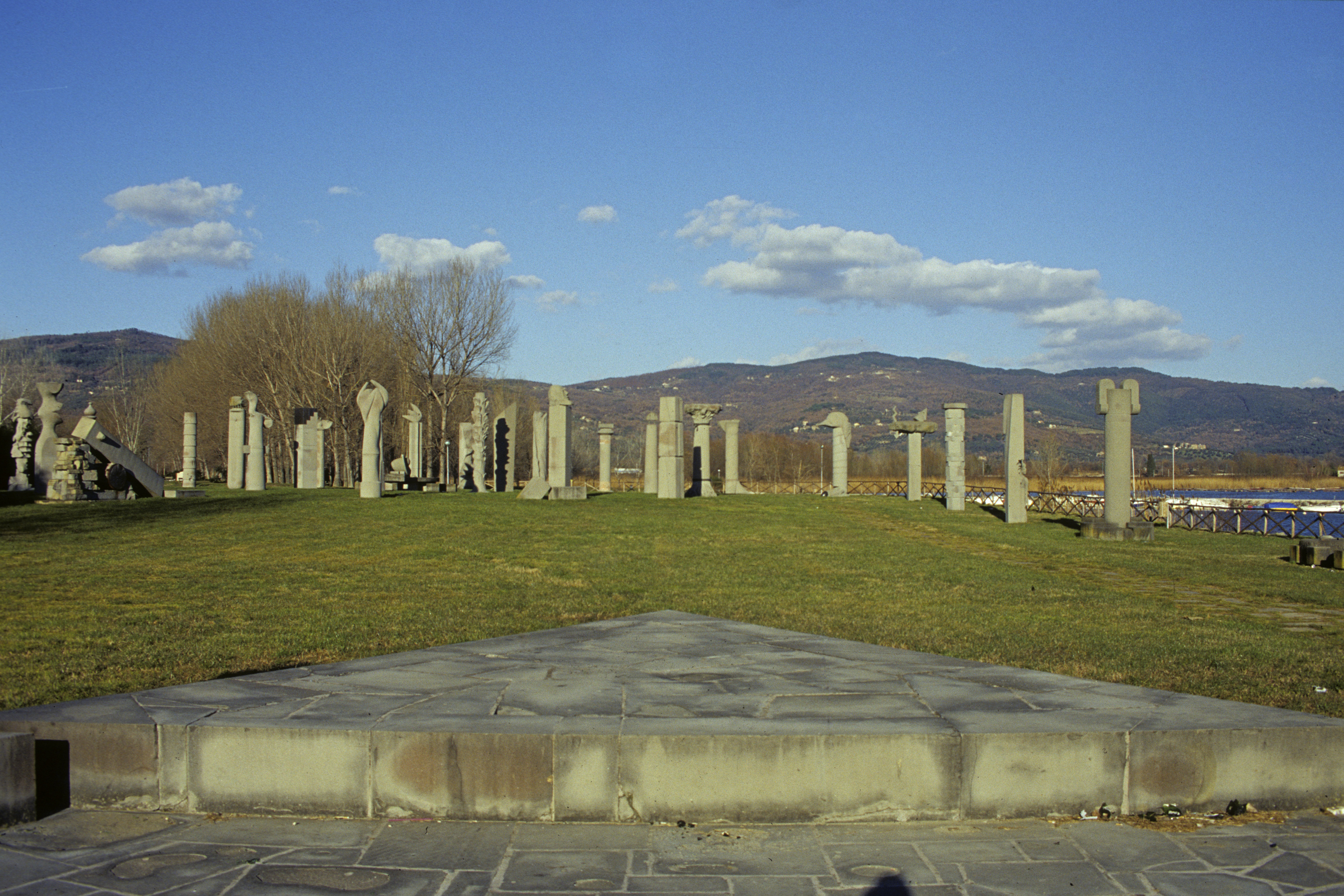
Der Campo del Sole

Campo del Sole (italienisch Feld der Sonne) ist ein Skulpturenpark in der Località Navaccia in der Gemeinde Tuoro sul Trasimeno am Ufer des Lago Trasimeno.

## Beschreibung
27 Bildhauer haben zwischen 1985 und 1989 zum Thema „Säule“ 27 Werke aus dem örtlich vorkommenden eisenhaltigen Sandstein Pietra serena mit einer Höhe von je etwa 4,50 Metern und etwa 1,00 Meter Durchmesser geschaffen. Die Säulen wurden in einer Spirale mit 44 Metern Durchmesser angeordnet und der Park mit begleitenden Skulpturen versehen. Das Projekt wurde von den Bildhauern Mauro Berrettini und Pietro Cascella sowie der Bildhauerin Cordelia von den Steinen konzipiert und realisiert. Kurator des Projekts war der Kunsthistoriker und Kunstkritiker Enrico Crispolti. Die Werke am Eingang stammen von Kuo–Wei Tu.

## Bildhauer

### 1985

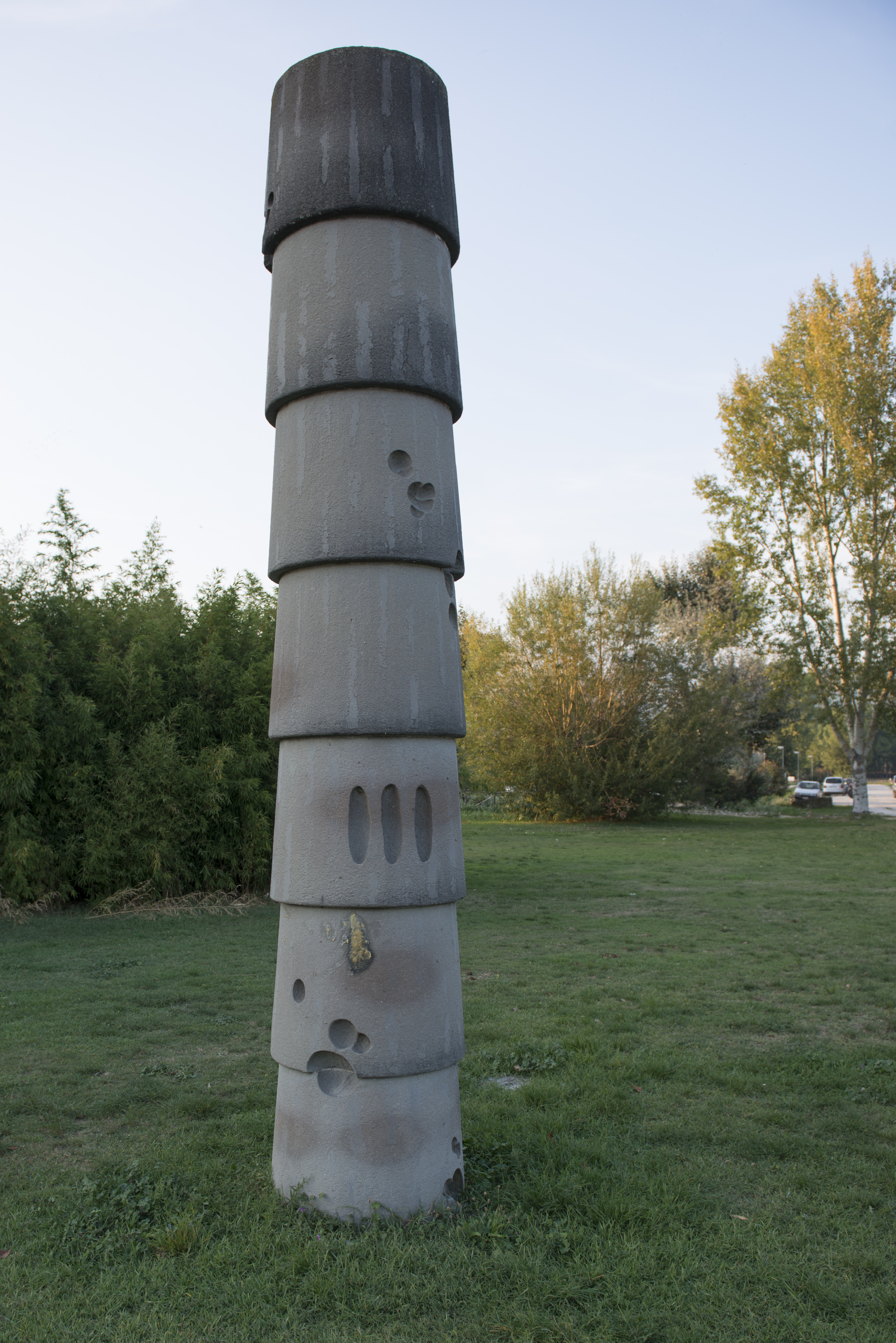
Säule von Kengiro Azuma

- Kengiro Azuma
- Iginio Balderi
- Mauro Berrettini
- Rinaldo Bigi
- Pietro Cascella
- Adolfo Innocenti
- Mauro Staccioli
- Joe Tilson
- Cordelia von den Steinen

### 1986

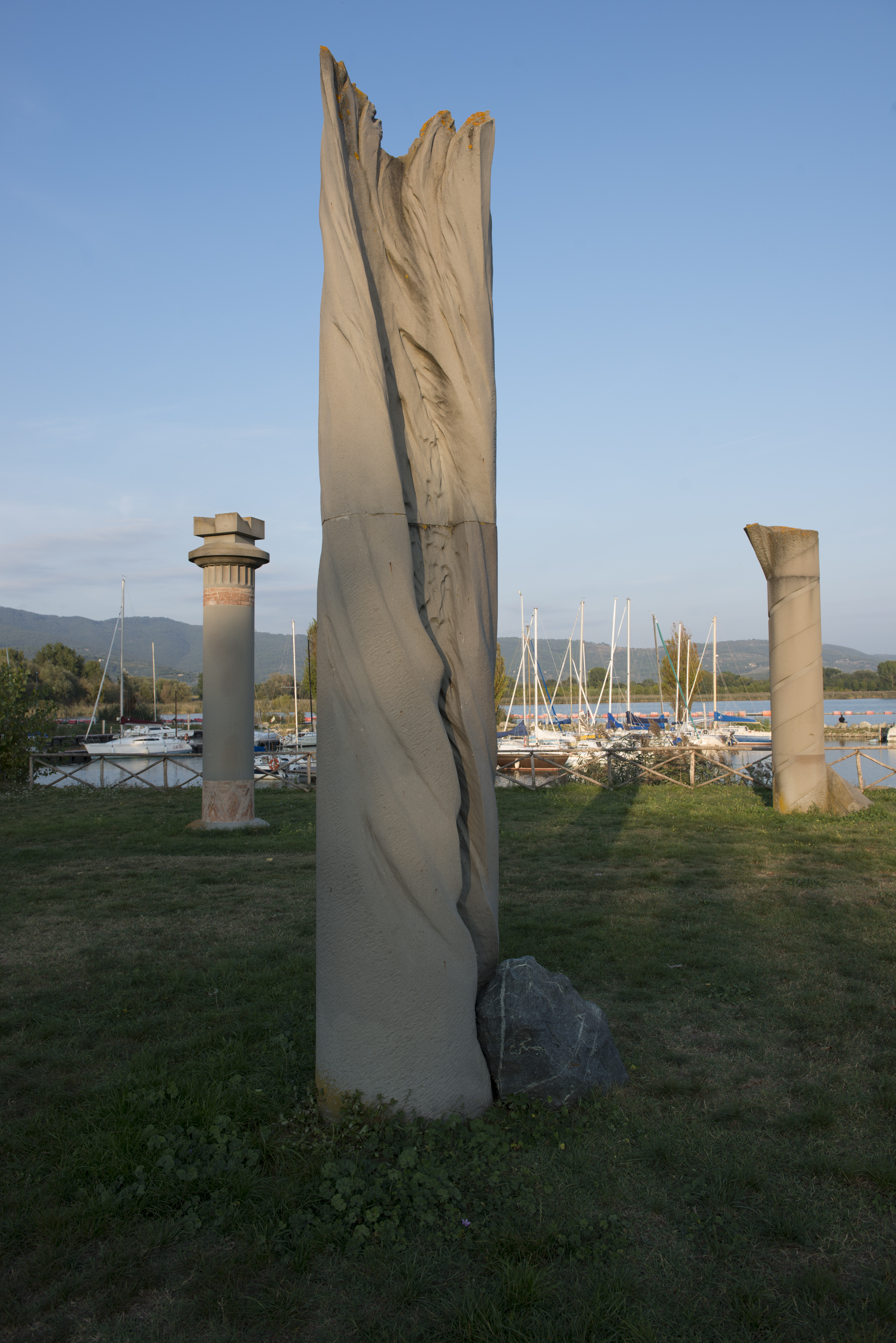
Säule von Volker Friedrich Marten

- Anselmo Giardini
- Pasquale Liberatore
- Luigi Mainolfi
- Volker Friedrich Marten
- Costantino Nivola
- Joshin Ogata
- Joaquín Roca–Rey
- Francesco Somaini
- Alí Traoré

### 1988–1989
- Nicola Carino
- Aurelio De Felice
- Leo Lionni
- Idetoshi Nagasawa
- Annibale Oste
- Giò Pomodoro
- Jørgen Haugen Sørensen
- François Stahly
- Valeriano Trubbiani

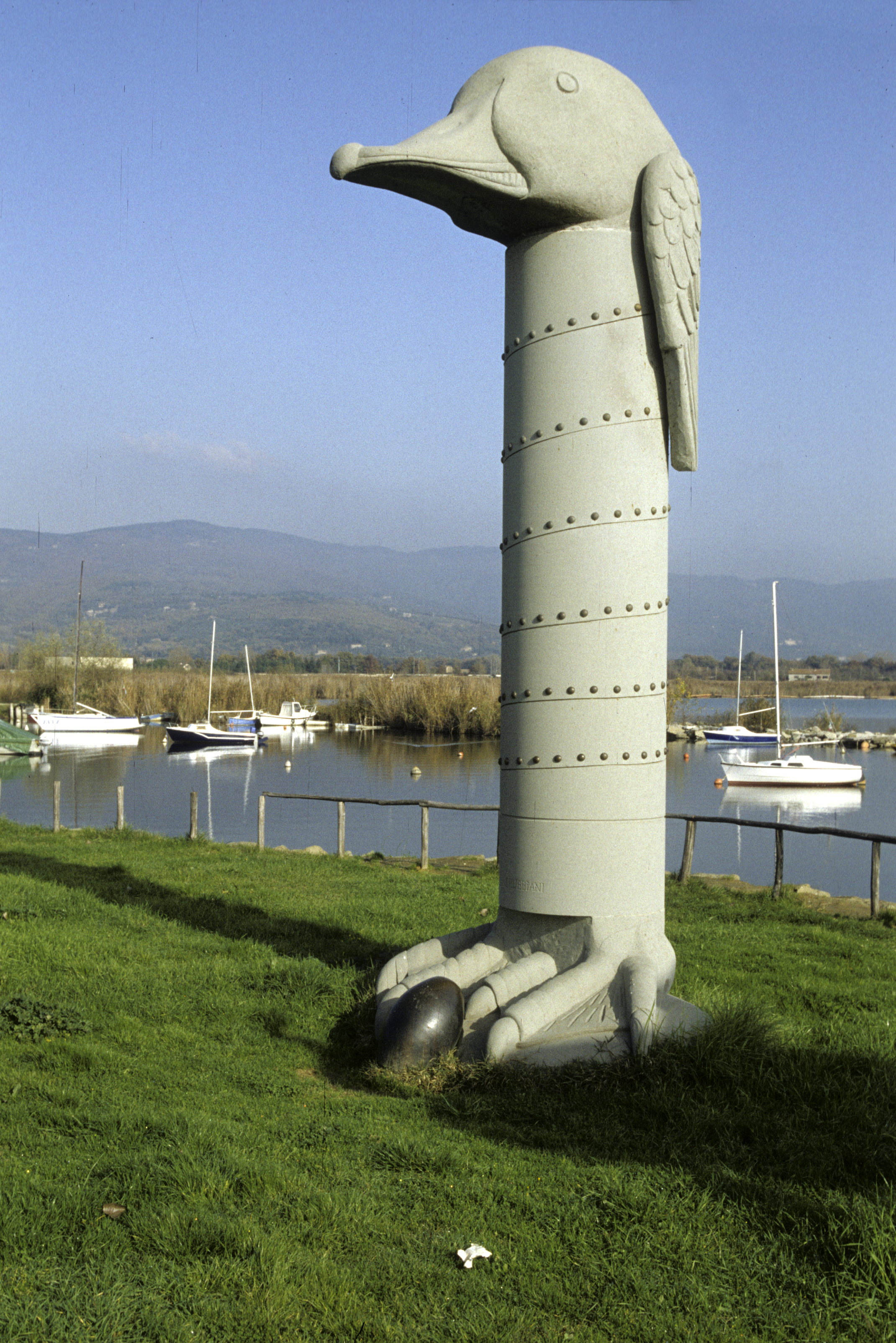
Säule von Valeriano Trubbiani

- Kuo–Wei Tu (Werke am Eingangsbereich)